# Гасанов, Рамин Музаффар оглы
Рамин Музаффар оглы Гасанов (азерб. Ramin Müzəffər oğlu Həsənov; род. 7 ноября 1977, Тохлуджа, Красносельский район) — азербайджанский дипломат. Посол Азербайджана в Южной Корее (с 2022).

## Биография
Родился 7 ноября 1977 года. В 1998 году окончил факультет международных отношений и международного права Бакинского государственного университета. В 2000 получил степень магистра того же факультета.
В 1999 году окончил курсы для дипломатов МИД Германии.
С 1999 по 2000 год являлся референтом, атташе управления Европы, Америки и Канады МИД Азербайджана.
С 2000 по 2003 год — атташе, третий секретарь посольства Азербайджана в Германии.
С 2003 по 2004 год — третий, второй секретарь первого Западного управления МИД Азербайджана.
С 2004 по 2005 год — второй секретарь управления международного права и договоров МИД Азербайджана.
с 2005 по 2009 год — второй, третий секретарь, советник посольства Азербайджана в Швейцарии.
С 2009 по 2010 год — начальник отдела управления международного права и договоров МИД Азербайджана. С 2010 по 2013 год — заместитель начальника управления международного права и договоров. С 2013 по 2016 год — начальник управления.
7 сентября 2016 года присвоен ранг чрезвычайного и полномочного посланника второй степени.
Посол Азербайджана в Германии (7 сентября 2016 — 19 августа 2022).
9 июля 2019 года присвоен ранг чрезвычайного и полномочного посла.
Посол Азербайджана в Южной Корее (с 19 августа 2022).
Владеет английским, немецким, русским, турецким языками.

## Награды
- Медаль «За отличие в дипломатической службе» (7 июля 2012 года) — за плодотворную деятельность в органах дипломатической службы Азербайджана[6].
- «Лучший посол года» (2020 год, Республика Корея)[7].